# Alonski
Alonski (en rus: Алонский) és un poble de l'óblast d'Omsk, a Rússia, que en el cens del 2010 tenia 58 habitants. Pertany al districte rural de Mariànovka.